# بايزيزان
قصيدة بايزيزان 百字讃 أو (مديح المائة حرف) كتبها الإمبراطور الصيني هونغوو (1328م - 1398م) مؤسس دولة مينغ الصينية في مديح النبي محمد في إطار سياساته المتسامحة مع الإسلام والمسلمين إبان فترة حكمه والذين كان يعجب بأخلاقهم ونمط عيشهم وضمن سياسته هذه قام أيضاً ببناء عدة مساجد في مدينتي نانجينغ وشيان عاصمتي إمبراطوريته وفي مدن أخرى كذلك. القصيدة تفوق المديح الاعتيادي في أنها تستخدم لغة تليق بحكماء الصين وهي بذلك تضع النبي محمد في مصافهم.
《百字讚》寫道：
يقول مديح المائة حرف:
乾坤初始，天籍注名。
عند خلق السماء العالية والأرض الشاسعة كتب الإله اسماً
傳教大聖，降生西域。
الحكيم العظيم الواعظ بالحكمة وليد الناحية الغربية
授受天經，三十部冊，普化眾生
قد أُعطي الحكمة المقدسة في ثلاثين جزءاً ليرشد كل الخليقة
億兆君師，萬聖領袖。
معلم كل الملوك وهادي كل الحكماء
協助天運，保庇國民。
برعاية ودعمٍ إلهي يحمي ويقي كل أمته
協五時祈祐，默祝太平。
بخمس صلوات في اليوم تستحضر السلام بصمت
存心真主，加志窮民
الله في قلبك يا سند الفقراء
拯救患難，洞徹幽冥。
تنتشلهم من الأهوال وترى ما لا يُرى
超拔靈魂，脱離罪業。
هداية الأرواح منتشلها من الآثام
仁覆天下，道冠古今。
رحمة للعالمين، على حكمة الأولين
降邪歸一，教名清真。
قاهر الشرور، دينه نقاء وحق
穆罕默德，至貴聖人.
محمد الأشرف الأحكم
(تُرجمت بالرجوع إلى ترجمتين إنجليزيتين)

## وصلات خارجية
- تعديل وترجمته عند مؤسسة ماثيسون لدراسة الأديان المقارنة: إنجليزي-صيني-عربي
- قصيدة الإمبراطور الصيني في مدح الرسول العربي - صلى الله عليه وسلم-